# Ōza 1959
L'Ōza 1959 è stata la settima edizione del torneo goistico giapponese Ōza.

## Svolgimento
- W indica vittoria col bianco
- B indica vittoria col nero
- X indica la sconfitta
- +R indica che la partita si è conclusa per abbandono
- +N indica lo scarto dei punti a fine partita
- +F indica la vittoria per forfeit
- +T indica la vittoria per timeout
- +? indica una vittoria con scarto sconosciuto
- V indica una vittoria in cui non si conosce scarto e colore del giocatore

|  | Primo turno        | Primo turno        | Primo turno |  |  | Secondo turno      | Secondo turno      | Secondo turno   |       |                | Semifinali     | Semifinali     | Semifinali |  |  | Finale | Finale | Finale |
|  |                    |                    |             |  |  |                    |                    |                 |       |                |                |                |            |  |  |        |        |        |
|  |                    |                    |             |  |  |                    |                    |                 |       |                |                |                |            |  |  |        |        |        |
|  |                    |                    |             |  |  | Toshiro Yamabe     | Toshiro Yamabe     | W+R             |       |                |                |                |            |  |  |        |        |        |
|  |                    |                    |             |  |  | Kaku Takagawa      |                    |                 |       |                |                |                |            |  |  |        |        |        |
|  |                    |                    |             |  |  |                    |                    |                 |       | Toshiro Yamabe | Toshiro Yamabe | B+0,5          |            |  |  |        |        |        |
|  |                    |                    |             |  |  |                    | Utaro Hashimoto    |                 |       |                |                |                |            |  |  |        |        |        |
|  |                    |                    |             |  |  | Hosai Fujisawa     |                    |                 |       |                |                |                |            |  |  |        |        |        |
|  | Ichigen Okubo      | Ichigen Okubo      |             |  |  | Utaro Hashimoto    | Utaro Hashimoto    | B+R             |       |                |                |                |            |  |  |        |        |        |
|  | Utaro Hashimoto    | Utaro Hashimoto    | B+R         |  |  |                    |                    |                 |       |                | Toshiro Yamabe | Toshiro Yamabe | 0          |  |  |        |        |        |
|  |                    |                    |             |  |  |                    | Shoji Hashimoto    | Shoji Hashimoto | 2     |                |                |                |            |  |  |        |        |        |
|  |                    |                    |             |  |  | Eio Sakata         | Eio Sakata         | V               |       |                |                |                |            |  |  |        |        |        |
|  | Hidehiro Miyashita | Hidehiro Miyashita | B+5,5       |  |  | Hidehiro Miyashita | Hidehiro Miyashita |                 |       |                |                |                |            |  |  |        |        |        |
|  | Hideyuki Fujisawa  | Hideyuki Fujisawa  |             |  |  |                    |                    |                 |       | Eio Sakata     | Eio Sakata     |                |            |  |  |        |        |        |
|  |                    |                    |             |  |  |                    | Shoji Hashimoto    | Shoji Hashimoto | W+0,5 |                |                |                |            |  |  |        |        |        |
|  |                    |                    |             |  |  | Minoru Kitani      |                    |                 |       |                |                |                |            |  |  |        |        |        |
|  |                    |                    |             |  |  | Shoji Hashimoto    | Shoji Hashimoto    | W+1,5           |       |                |                |                |            |  |  |        |        |        |
|  |                    |                    |             |  |  |                    |                    |                 |       |                |                |                |            |  |  |        |        |        |

## Finale
La finale è una sfida al meglio delle tre partite.